# Otto Jelinek
Pour les articles homonymes, voir Jelinek.
Otto Jelinek (né le 20 mai 1940 à Prague, Tchécoslovaquie) est un ancien patineur artistique canadien. Il patinait en couple avec sa sœur Maria Jelinek. Ensemble, ils ont remporté deux titres de champions canadiens et un titre de champions du monde.

## Biographie

### Carrière sportive
Otto et Maria ont immigré au Canada avec leurs parents en 1951. En 1962, les championnats du monde avaient lieu à Prague. Ils ont été avertis de ne pas retourner dans leur ville natale. Otto et Maria y sont allés quand même et ont remporté le titre. Ils se sont retirés de la compétition amateur en 1962.

### Reconversion
Otto Jelinek et sa sœur ont patiné comme professionnels pendant six ans. Otto et Maria sont reconnus comme étant les premiers à exécuter des portés avec diverses rotations ainsi que des doubles sauts côte-à-côte.
Après une carrière d'homme d'affaires, Otto est entré en politique et a été élu en 1972 à la Chambre des Communes en tant que député pour le Parti progressiste-conservateur. Il a été réélu en 1974, 1979, 1980, 1984  et 1988. Il a quitté la vie politique, lorsque le premier ministre Brian Mulroney s'est retiré. En 1994, il a déménagé en République tchèque. Il fut président du conseil d'administration de la firme Deloitte & Touche en Europe centrale. Il est actuellement président de la société olympique de la République tchèque qui dirige les activités pour promouvoir la candidature de Prague comme ville-hôte pour les Jeux olympiques d'été de 2020.
Otto a été admis au Temple de la renommée de Patinage Canada avec Maria Jelinek en 1994.

## Palmarès
Avec sa partenaire Maria Jelinek
| Compétitions principales                                                                                                 | 1956 | 1957 | 1958 | 1959 | 1960 | 1961 | 1962 |
| Jeux olympiques d'hiver                                                                                                  |      |      |      |      | 4e   |      |      |
| Championnats du monde |      | 3e   | 3e   | 4e   | 2e   | CA   | 1er  |
| Championnats d’Amérique du Nord                                                                                          |      | 2e   |      | F    |      | 1er  |      |
| Championnats du Canada                                                                                                   | 2e   | 2e   | 2e   | F    | 2e   | 1er  | 1er  |
| Légende : F = Forfait ; CA = Championnats du monde de 1961 annulés à cause de la catastrophe aérienne du vol 548 Sabena. |      |      |      |      |      |      |      |